# Besvitsa
Besvitsa (en macédonien Бесвица) est un village du sud de la Macédoine du Nord, situé dans la municipalité de Demir Kapiya. Le village comptait 18 habitants en 2002.

## Démographie
Lors du recensement de 2002, le village comptait :
- Macédoniens : 17
- Autres : 1